# Юнко-Щучья
Юнко-Щучья — река в России, течёт по территории Заполярного района Ненецкого автономного округа. Устье реки находится в 40 км по левому берегу реки Щучья, на высоте 93 м над уровнем моря. Длина реки составляет 23 км.

## Данные водного реестра
По данным государственного водного реестра России относится к Двинско-Печорскому бассейновому округу, водохозяйственный участок реки — Печора от водомерного поста Усть-Цильма и до устья, речной подбассейн реки — бассейны притоков Печоры ниже впадения Усы. Речной бассейн реки — Печора.
Код объекта в государственном водном реестре — 03050300212103000083025.